# هاوکسبری شرقی
هاوکسبری شرقی (به انگلیسی: East Hawkesbury) یک منطقهٔ مسکونی در کانادا است که در شهرستان‌های پرسکات و راسل واقع شده‌است.

## خصوصیات
هاوکسبری شرقی ۳٬۳۳۵ نفر جمعیت دارد.